# Archaeoglobaceae
Famille
Les Archaeoglobaceae sont une famille d'archées de l'ordre des Archaeoglobales. Tous les genres de cette famille sont hyperthermophiles et se développent près des sources hydrothermales sous-marines. Les archées du genre Archaeoglobus sont sulfato-réductrices, celles du genre Ferroglobus sont des organismes autotrophes qui couplent l'oxydation du fer ferreux Fe2+ à la réduction des nitrates NO3–, et celles du genre Geoglobus réduisent le fer à l'aide d'hydrogène gazeux ou de composés organiques comme sources d'énergie.

## Systématique
La famille des Archaeoglobaceae a été créée en 2002 par les microbiologistes allemands Harald Huber (d) et Karl Stetter avec pour genre type Archaeoglobus.

## Liste des genres
Selon The Taxonomicon (18 octobre 2022) :
- Archaeoglobus Stetter, 1988 - genre type
- Ferroglobus Hafenbradl et al., 1997 - monotypique
- Geoglobus Kashefi et al., 2002